# Lebesby
Lebesby est une commune du comté de Finnmark, en Norvège.